# 顏以娜
顏以娜（顏顏，Amy，生日2月12日）台灣新生代女演員主持人，台北人，畢業於世新大學廣電系電影組
高中時期開始接觸學生製片演出；除了持續累積戲劇作品外，更於大學時期拓展至活動主持領域，臨場經驗相當豐富。
在戲劇及廣告方面累積許多演出及良好表現。
2019年5月，臨時客串出演女兵日記女力報到中疊字女一角，清亮可愛的娃娃音搭配上撒嬌語法，首次亮相便奠定了疊字女的形象及封號，甚至也在劇中也有了名字亮亮
自然生動的表演，塑造出活潑鮮明的角色特性，效果十足、讓觀眾留下深刻的印象目前仍不定時的在劇中出沒。

## 主持
- 2019 兆點科技尾牙晚宴
- 2019 華城電機尾牙午宴
- 2018 LINE旅遊大亨台灣區總冠軍賽
- 2018 桃園統領華為體驗店開幕剪綵
- 2018 GGM國產羊乳同好會開幕記者會
- 2018 奧林匹克親子運動嘉年華開幕記者會
- 2018 3C大展 Intel
- 2018 自動化展 DENSO
- 2018 漫博展 台灣東販-日本館
- 2018 智慧生活軟體應用展開幕記者會
- 2018 台灣國際創意文具展開幕記者會

## 電視劇
| 年份   | 頻道       | 劇名                       | 飾演         |
| ------ | ---------- | -------------------------- | ------------ |
| 2017年 | 公視       | 《絕對領域 》              | 可可露       |
| 2019年 | 東森綜合台 | 《男神時代》               | 嚴子慧       |
| 2019年 | TVBS歡樂台 | 《女兵日記女力報到》       | 史翠珊(亮亮) |
| 2019年 | TVBS歡樂台 | 《女力報到－小資女上班記》 | 史翠珊(亮亮) |
| 2020年 | TVBS歡樂台 | 《女力報到－愛神出任務》   | 史翠珊(亮亮) |
| 2020年 | TVBS歡樂台 | 《女力報到－最佳拍檔》     | 史翠珊(亮亮) |
| 2020年 | TVBS歡樂台 | 《女力報到－正好愛上你》   | 史翠珊(亮亮) |
| 2020年 | TVBS歡樂台 | 《女力報到－最美的約定》   | 史翠珊(亮亮) |
| 2020年 | TVBS歡樂台 | 《女力報到－好運到》       | 史翠珊(亮亮) |
| 2021年 | TVBS歡樂台 | 《女力報到－愛情公寓》     | 史翠珊(亮亮) |

## 廣告/短片
- 藝術銀行微電影廣告[女主角]
- TWNIC年度大戲《咱的路.tw》第1集[女主角]
- TWNIC年度大戲《咱的路.tw》第2集 [女主角]
- 現代婦女基金會微電影[女主角]
- 動物平權促進會 我們們[女主角]
- 我的心機12週年-我們的小心機[女主角]
- 施巴5 5超完美保濕護衛系列[女主角]
- 歡樂看機上盒 [女主角]
- 中國信託LINE卡廣告[女主角]
- Hey!Talent 念念台灣味[女主角]
- BEAUTY小舖-短片【不變的愛】[女主角]

## MV
- 女人心事-向惠玲MV[女主角]

## 外部連結
- 顏以娜的Facebook專頁
- 顏以娜的Instagram帳戶